# Queso de Pría
El queso de Pría es un tipo de queso elaborado en el Principado de Asturias (España).

## Elaboración
Se coge la leche de vaca pasteurizada y se le añade nata de oveja. Se coge la mezcla y se calienta hasta los 30 °C, en esta temperatura se le añade cuajo natural. Pasada media hora se corta el cuajo y se introduce en los moldes. Una vez introducido en los moldes se prensa durante 24 horas y se introduce en salmuera. Tras este proceso se deja curar unos dos meses, el queso se ahúma con madera de roble y haya.

## Características
Este queso se puede degustar de dos formas diferentes: el acabado normal (Pría) y el que goza de mayor fama, ahumado (Ahumado de Pría). Son quesos de forma cilíndrica, el interior o pasta es semiblanda de color marfil, la corteza es de color pardo y es dura.
El sabor es muy suave y dulzón, con toques acaramelados, muy poca sal, con un ligero ahumado muy agradable y sostenido.

## Zona de elaboración
Este queso se elabora en la localidad de Pría, en el concejo de Llanes.